# Аралколь
Аралко́ль (каз. Аралкөл) — село у складі Камистинського району Костанайської області Казахстану. Адміністративний центр Аралкольського сільського округу.
Населення — 92 особи (2021; 430 у 2009, 1214 у 1999, 1726 у 1989).